# Епархия Куито-Бие
Епархия Куито-Бие (лат. Dioecesis Kvitobiensis) — епархия Римско-Католической церкви с центром в городе Силва-Порту, Ангола. Епархия Куито-Бие входит в митрополию Уамбо. Кафедральным собором епархии Куито-Бие является церковь святого Лаврентия.

## История
4 сентября 1940 года Римский папа Пий XII издал буллу «Sollemnibus Conventionibus», которой учредил епархию Силва-Порту, выделив её из епархии Анголы и Конго (сегодня — Архиепархия Луанды). В этот же день епархия Бенгелы вошла в митрополию Луанды
25 ноября 1957 года и 1 июля 1967 года епархия Силва-Порту передала часть своей территории для создания епархий Маланже (сегодня — Архиепархия Маланже) и Лусо (сегодня — Епархия Луэны).
3 февраля 1977 года епархия Силва-Порту вошла в митрополию Уамбо.
16 мая 1979 года епархия Силва-Порту была переименована в епархию Куито-Бие.

## Ординарии архиепархии
- епископ Antonio Ildefonse dos Santos Silva O.S.B.[1] (3,11.1941 — 17.08.1958);
- епископ Manuel António Pires (23.09.1958 — 15.06.1979);
- епископ Pedro Luís António (15.06.1979 — 15.01.1997);
- епископ José Nambi (15.01.1997 — по настоящее время).

## Источник
- Annuario Pontificio, Libreria Editrice Vaticana, Città del Vaticano, 2010, ISBN 88-209-7422-3
- Булла Sollemnibus Conventionibus, AAS 33 (1941), стр. 14  (лат.)